# Kepler-22
Kepler-22 is een ster met schijnbare helderheid 11,8 en spectraalklasse G5, die ongeveer 600 lichtjaar van de Aarde verwijderd ligt. Kepler-22 is iets kleiner en koeler dan onze eigen Zon. De ster is gelegen tussen de sterrenbeelden Zwaan en Lier.
Op 5 december 2011 werd een ronddraaiende exoplaneet, Kepler-22b ontdekt, die zich in de bewoonbare zone van Kepler-22 bevindt. Dit betekent dat de planeet niet te dicht en niet te ver omheen de ster draait. In principe zou ze dus geschikt zijn voor leven, zoals op Aarde.